# Cassida sareptana
Cassida sareptana (лат.) — жук подсемейства щитоносок из семейства листоедов.

## Описание
Тело жуков широкоовальное длиной 6,5-8 мм.

## Распространение
Встречается в Российских и Украинских степях (Астрахань, Сарепта, Дербент), а также в Казахстане и Монголии.

## Экология и местообитания
Кормовые растения — астровые (Asteraceae): тархун (Artemisia dracunculus) и полынь песчаная (Artemisia arenaria).